# Баюви дупки (циркус)
 Тази статия е за циркуса.  За върха вижте Баюви дупки.  
Баюви дупки е циркус в северния дял на Пирин планина. Разположен е на около 2400 метра надморска височина. Циркусът е ограден на северозапад от скалистия рид Средноноса, на юг - от връх Бански суходол, на югозапад - от връх Баюви дупки и на югоизток - от Котешкия рид.
Почвите на циркуса Баюви дупки са планинско-ливадни и има находища на еделвайс, както и клек и черна мура. Формиран е в окарстени мрамори. Застрашен е от лавини от западните склонове на връх Дуниното куче. Разположен е на територията на резервата Баюви дупки – Джинджирица. Хижа „Яворов“ е най-близкият изходен пункт към циркуса.